# Tina Bru
Pour les articles homonymes, voir Bru.
Tina Bru, née le 18 avril 1986 à Moss (Østfold), est une femme politique norvégienne, Ministre du pétrole et de l'Énergie de Norvège depuis le 24 janvier 2020.

## Biographie
Tina Bru fait des études de religion à l'Université de Stavanger.
Lors des élections législatives norvégiennes de 2013, elle est élue membre du Storting pour le Comté de Rogaland pour le Parti conservateur. Pendant son premier mandat, elle est membre de la Commission de l'énergie et de l'environnement — et en deviendra même la deuxième vice-présidente en 2016. Lors de son second mandat — après les élections législatives norvégiennes de 2017 —, elle reprend son poste de deuxième vice-présidente de la Commission de l'énergie et de l'environnement. En 2018, elle convainc les membres conservateurs de la Commission d'octroyer un budget de 1,1 milliard de couronnes pour investir dans des projets tels que les énergies solaires photovoltaïques et les fermes de vent.
En 2015, elle quitte l'Église de Norvège après que deux évêques Tor B. Jørgensen et Olav Øygard aient soutenu l'idée que le pays devait ralentir sa production de pétrole pour relever les défis climatiques. Elle considère la diminution de l'activité pétrolière dans le pays comme une « mauvaise politique climatique » et que la filière pétrolière doit — au contraire — se tourner vers l'avenir.
Le 24 janvier 2020, elle est nommée Ministre du Pétrole et de l'Énergie de Norvège lors du sixième remaniement du gouvernement Solberg.